# Thomas Brezina

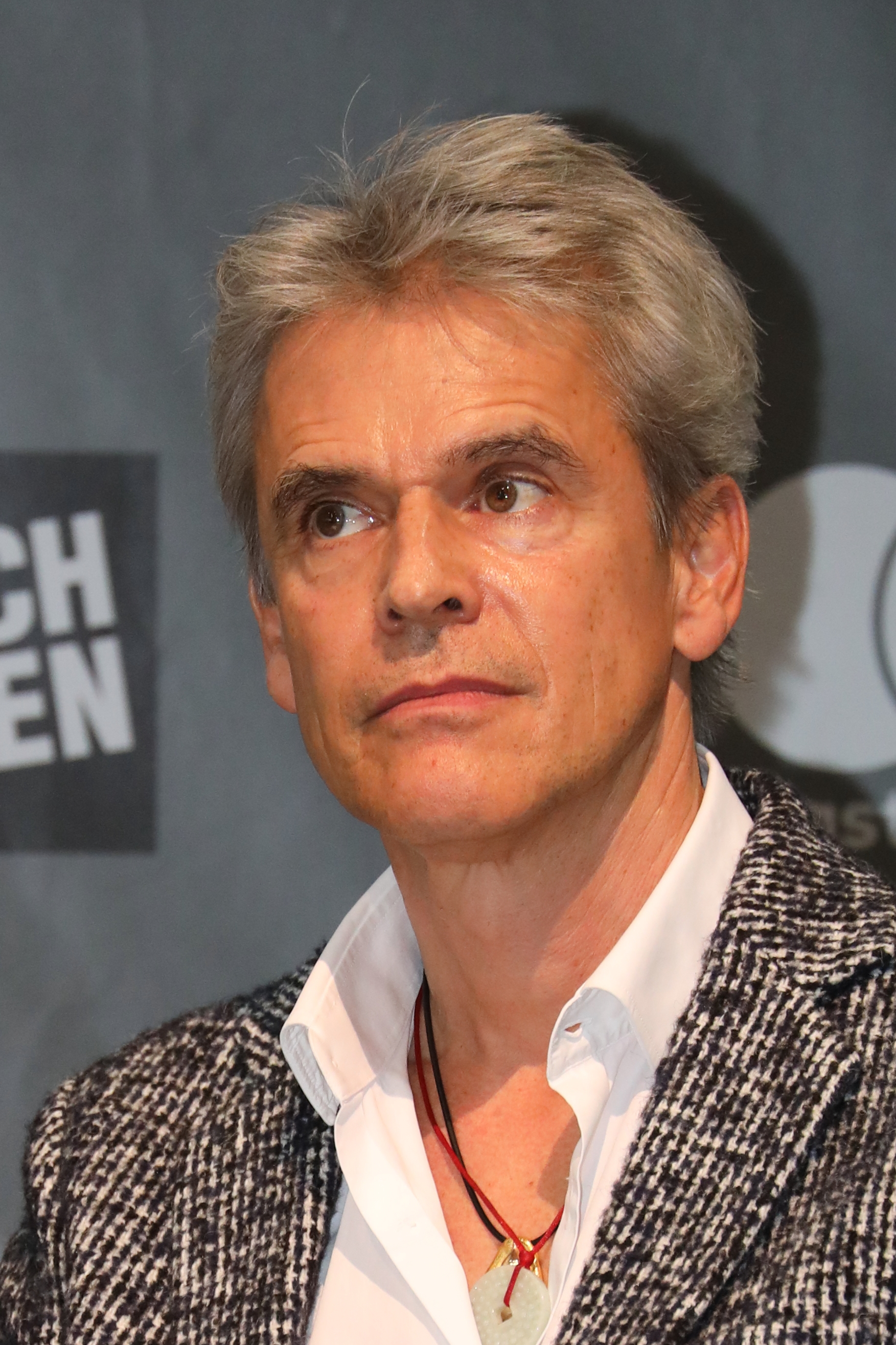
Thomas Brezina (2018)

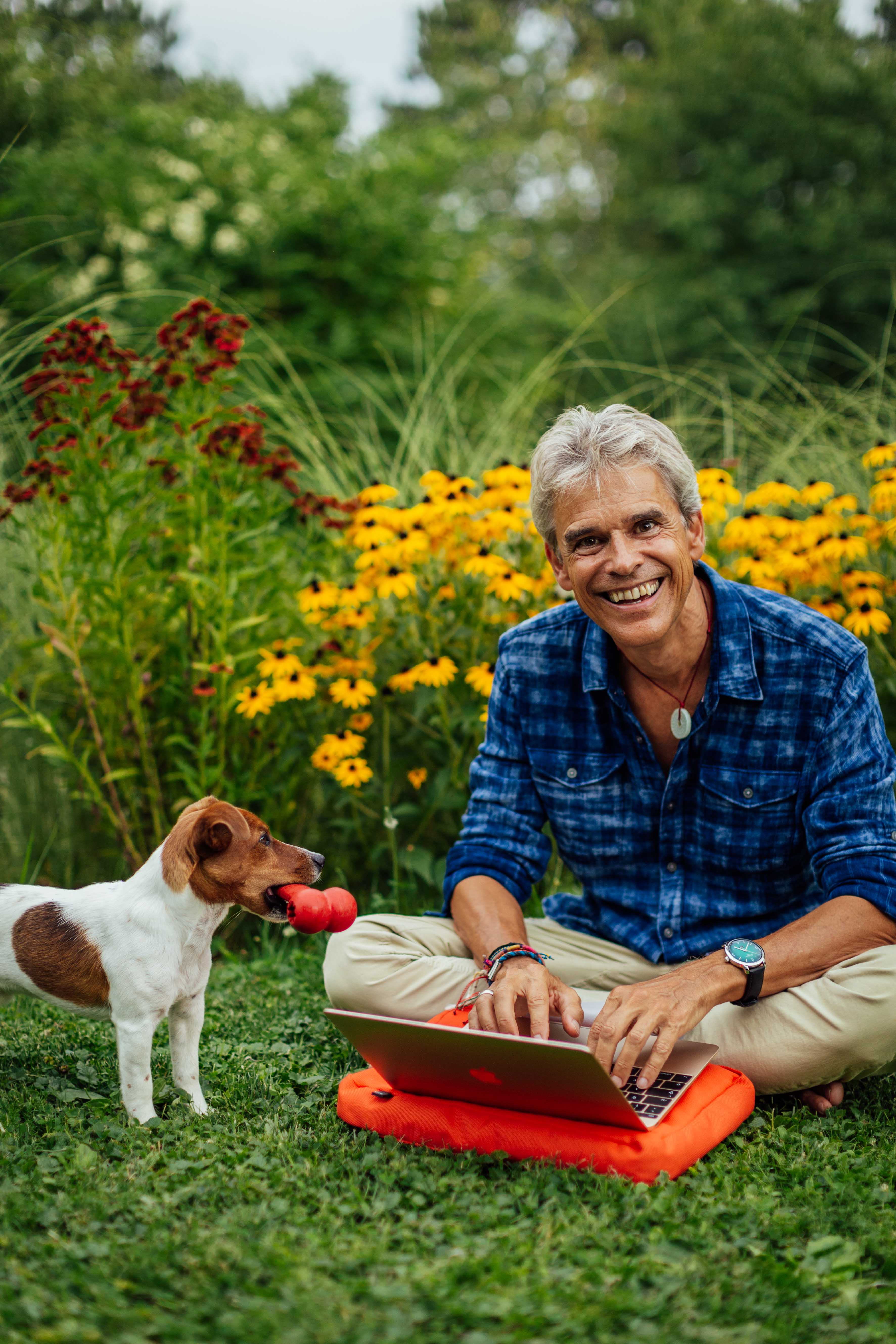
Thomas Brezina y Joppy (2018)

Thomas Conrad Brezina (Viena, 30 de janeiro de 1963), é um escritor de livros infantis austríaco. No Brasil, ele é mais conhecido pela série Olho no Lance, publicada pela Editora Ática, que conta as aventuras da Turma dos Tigres, formada por Patrick, Gigi e Lu, e pela série Os Meus Monstros da Editora Melhoramentos, com as histórias de João, o menino medroso. Com mais de 400 livros escritos, traduzidos para 32 idiomas, ele também apresenta vários programas infantis na televisão austríaca. Desde 1996, ele é embaixador oficial da UNICEF na Áustria.

## Obras
- Vamos salvar a baleia, pela editora Ática, na Série Vagalume Júnior
- O fantasma no campo de futebol, pela editora Ática, na Série Olho no Lance
- A maldição das bruxas, pela editora Ática, na Série Olho no Lance
- Procura-se um vampiro, pela editora Ática, na Série Olho no Lance
- A Turma Dos Tigres, pela editora melhoramentos, na serie os meus monstros
- O Barco do Demônio, pela editora Ática

## Premiações
- Große Österreichische Jugendpreis (Grande Prêmio Jovem da Áustria)
- 4 Steirische Lese-Eule (Coruja da Leitura Estiriana)
- Große Goldene Buch (Grande Livro de Ouro)
- Weiße Feder (Pena Branca) (1992)
- National Book Award China (2003)